# Khadidiatou Dieng
Khadidiatou Dieng (sinh năm 1992) là một vận động viên bơi lội người Sen.  Cô thi đấu trong tự do 50 m, 50 m, 100 m ngửa, 4 × 100m tiếp sức tự do (nơi cô và 3 người bơi lội khác đã phá vỡ kỷ lục Sénégal với thời gian 4: 15,42) và 4 x 100 tiếp sức hỗn (với thời gian phá kỷ lục 4: 46,20) tại Giải vô địch thể thao dưới nước thế giới năm 2009 và trong các nội dung tự do 50 m và ngửa 50 m tại Giải vô địch thể thao dưới nước thế giới 2013.